# Zévaco
Zévaco (Corsicaans: Zevacu; Italiaans: Zevaco) is een gemeente op het Franse eiland Corsica met 61 inwoners (2009).

## Geografie

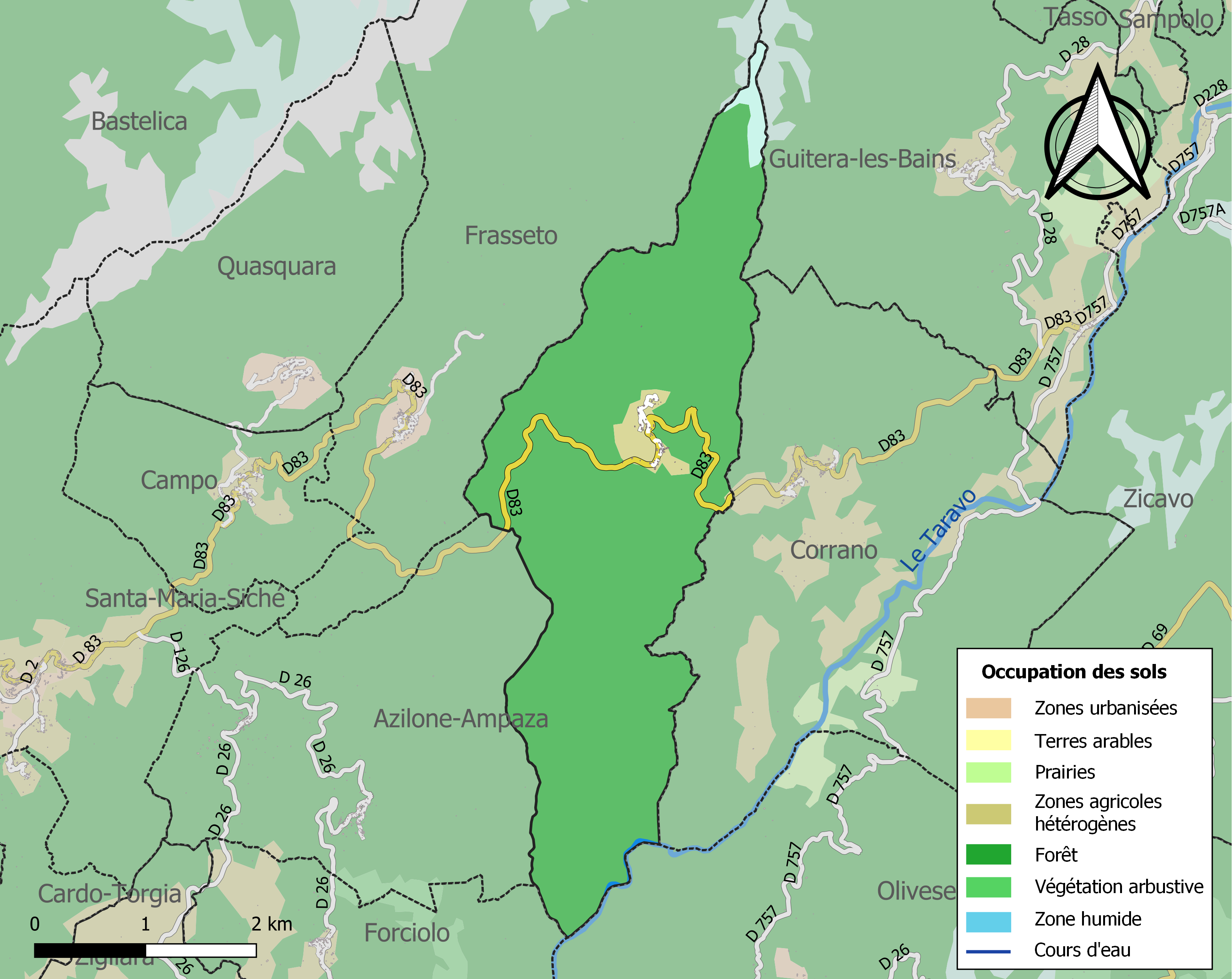
Kaart van de gemeente met de belangrijkste infrastructuur, bodemgebruik en omliggende gemeenten

## Demografie
Vanwege een beveiligingsprobleem met de MediaWiki Graph-software is het momenteel niet mogelijk deze grafiek weer te geven. Zodra de software is bijgewerkt zal de grafiek vanzelf weer zichtbaar worden.